# Verzetsmonument 's-Hertogenbosch
Het verzetsmonument van 's-Hertogenbosch in de Casinotuin is een monument ter ere van het Nederlands verzet in de Tweede Wereldoorlog.
De bronzen beeldengroep, gemaakt door beeldhouwer Peter Roovers stelt drie mannenfiguren voor, die symbool staan voor het Nederlandse volk. De voorste man stelt de overwinnaar voor, hij straalt kracht uit. De ketenen om de polsen zijn verbroken. De twee achterste mannen stellen de slachtoffers van de concentratiekampen voor.
Het beeld staat op een Tufstenen sokkel. In de sokkel is een gedicht aangebracht van professor L.C. Michels:

Gedenk die tot der dood getrouw, 

in 't zicht van tirannieke machten,  

het vege lijf ten offer brachten,  

opdat de geest verwinnen zou.

In het linkerbeen van de voorste man is een stapel kranten opgeborgen, waarin artikelen staan over de moeizame totstandkoming van het beeld. Zelfs de landelijke pers had erover bericht. Het eerste ontwerp was afgekeurd, en ook de aanvankelijke locatie De Casinotuin bleek niet mogelijk. Het beeld werd daarom geplaatst tegenover de Casinotuin aan de Hekellaan. In 2012 werd de gehele locatie heringericht voor een parkeergarage, en in 2016 is het beeld uiteindelijk toch in de Casinotuin geplaatst.
Het monument herinnert aan de strijd tegen de bezetter, en de overwinning erop. Het werd in 1953 onthuld, en sindsdien wordt jaarlijks bij de Nationale Dodenherdenking bij dit monument alle mensen, die tijdens de Tweede Wereldoorlog zijn omgekomen in de strijd voor vrijheid en vrede herdacht. Deze herdenking wordt georganiseerd door het Bossche Comité 4 mei dodenherdenking.

## Links
- Comité vier en vijf mei oorlogsmonument 's-Hertogenbosch.
- Mens & Dier in Steen & Brons (Van der Krogt)  Verzetsmonument 's-Hertogenbosch